# Lip's
Lip's（リップス）は、加藤貴子・吉村夏枝・山本京子の3人の女性アイドルグループ。1990年デビュー、1992年解散。

## メンバー
- 加藤貴子（1970年10月14日 - ）
  - グループのリーダー。当時は、長老・お笑いキャラを担当していた。しかし、Lip'sが、すぐに解散しなかったのは、彼女がFM静岡に食い込んでグループとしてのレギュラーをつかんだためであり、その点の功績があった。解散後の活躍は別項参照。現在はアミューズ所属。
  - 愛称UCCミスハーフビターちゃん。

- 吉村夏枝[1]（よしむら なつえ、1973年8月19日 - ）
  - 結成前は「乙女塾」の1期生。ボーイッシュキャラで「Monkey吉村」略して「モン吉」と呼ばれた。1992年現役アイドルのままanan（マガジンハウス）でヌードを披露し話題になる。解散後の1996年に映画「目を閉じて抱いて」に出演し濡れ場ヌードを披露した。1998年にBabble Bunnyのメンバーとして再デビューしたが、その後の動向は不明。
  - 愛称UCCミスオリジナルちゃん。

- 山本京子[2]（やまもと きょうこ、1975年4月10日 - ）
  - 京都府京都市出身。結成前第1回国民的美少女コンテストにて、音楽部門賞受賞の経歴有り。「美少女学園」（テレビ朝日系）に出演の実績がある。
  - 愛称UCCミスビターちゃん。
  - Lip's解散後ソロで「Choo Choo TRAIN」（ZOO、1991年）のカバーも出し、ZOOと共に日本武道館や大阪城ホール、名古屋センチュリーホールに出演。林海象監督三部作映画「私立探偵濱マイクシリーズ第二弾 〜遥かな時代の階段を」のエンディングテーマ「水の音（主演の永瀬正敏作詞）」のリリースと共に、同映画に女優としても出演。その後、名義をKyoko yamamotoに変え、本格的なソロ活動開始。作詞・作曲も手掛け「CATCH〜Take hold of love」にてデビュー。ミニ・アルバム「Monopoly」リリース後、渡米。著名スタジオ・ミュージシャンとレコーディングした2nd single「刹那の花火を浴びましょう」とフル・アルバム「IN SENSITIVE」を発表。「IN SENSITIVE」内の楽曲「海の果て」では、岩田屋Z-SIDEのCMソング使用と共に、本人自らも出演している。3rdシングル「Drive Me Crazy」発表当時は、TV・AM・FM・スカパーの音楽チャンネル「MUSIC ON! TV」等、多数のMC活動で活動。4年間の休業の後、長本京子としてモデル業に専念。CM、ドラマ等にも出演。

## 来歴・エピソード
1989年のUCC CAN COFFEEミス・コンテストグランプリ入賞者で1990年に結成。
出身元のミスコンがヤングジャンプで誌上展開していたため、その後もヤンジャンでの登場が多かった。
グループであったが、それぞれ所属事務所が異なっていた（加藤・吉村：ソニー・ミュージックアーティスツ、山本：スリーシーズン）。
正式なファンクラブはなかったが、ファンサークルとしてメンバー（特に加藤）が製作した会報を数回、ファンに向けて発行していた。
同時期に活躍したアイドルグループ（CoCo、ribbonなど）と違い、テレビ番組の露出が少なかったため、いわゆるB級のアイドルユニットとして終わった。
楽天使（中山忍・田山真美子・河田純子）、宍戸留美とともに期間限定ユニット「七つ星」に参加した。
初期の2曲からDANCE調に方向転換をした後の2曲について、後に加藤は「はっきり言って失敗」と語っている。

## ディスコグラフィ
1990年発売の2曲およびアルバムはアイドル歌謡調、1991年以降の2曲はヘッドマイクを使ったダンスを交えた曲調。いち早くヘッドセットを使用していた。Lip's名義の他、七つ星名義の『聖夜七つ星』というアルバムがある。

### シングル
1. 愛の魔力（1990年3月21日、CBS/SONY RECORDS：UCC CAN COFFEE CMソング）／ハートブレイクで逢いましょう　オリコン最高位：43位
2. Splendid Love（1990年6月1日、CBS/SONY RECORDS：UCC CAN COFFEE CMソング）／愛の予言　オリコン最高位：65位
3. 青い珊瑚礁〜ブルーラグーン・ダンス・ミックス（1991年8月1日、Sony Records）／すきすきソング〜FUNKY“アッコちゃん”DANCE MIX　オリコン最高位：97位
4. いそがばまわれ!（1992年7月1日、Sony Records：WOWOW 「キャラミル」PINGUテーマソング）／どうしてちがうの

### アルバム
1. これ、うまいぢゃん（1990年9月21日、CBS/SONY RECORDS）　オリコン最高位：79位
  1. Kiss me…って感じ（作詞：吉元由美、作曲：西脇辰弥）
  2. Splendid Love（作詞：吉元由美、作曲：岸正之）
  3. Step To The Future（作詞：吉元由美、作曲：井上ヨシマサ）
  4. 忘れずにいるから（作詞：白峰美津子、作曲：割田康彦）
  5. 負けられないゲーム（作詞：岡部真理子、作曲：上田知華、編曲：京田誠一）
  6. 日曜日の嵐（作詞：白峰美津子、作曲：伊豆田洋之）
  7. Temptation（作詞：白峰美津子、作曲：上田知華、編曲：西脇辰弥）
  8. あの日のまま（作詞：岡部真理子、作曲：岸正之）
  9. ひとりのRain（作詞：吉元由美、作曲：大堀薫）
  10. 愛の魔力（作詞：白峰美津子、作曲：上田知華：編曲：新川博）

## 出演番組
- アイドルアカデミー （1990 - 1993年、FM静岡）
- キャラミル （1992年、WOWOW）
- タモリ倶楽部（テレビ朝日）
- 森田一義アワー 笑っていいとも!（フジテレビジョン）
- 愛ラブSMAP!
- 水着でKISS ME